# Ripsdorf
Ripsdorf is een plaats in de Duitse gemeente Blankenheim (Ahr), deelstaat Noordrijn-Westfalen, en telt 600 inwoners (2006).